# EDLIN
EDLIN es un editor de líneas incluido en MS-DOS y más tarde en los sistemas operativos Microsoft. Proporciona capacidades rudimentarias para editar ficheros de texto plano a través de una interfaz de comandos. Los números de línea son especificados usando números, y las operaciones son especificadas usando un solo carácter alfabético (p.ej "5d" indica al programa que debe suprimir la quinta línea del archivo).

## Historia
Edlin fue creado por Tim Paterson en dos semanas en 1980, y se esperaba que tuviese una vida de seis meses. Edlin realmente fue escrito originalmente para el QDOS de Seattle Computer Products, que más tarde fue comprado por Microsoft convirtiéndose finalmente en el MS-DOS.
EDLIN era el único editor de textos proporcionado con el MS-DOS antes de la versión 5.0 de ese sistema, cuando fue reemplazado por el editor a pantalla completa Edit. Fue eliminado en la versión 6. Sin embargo, Edlin todavía está disponible en los sistemas operativos Microsoft Windows e incluso Windows Vista ya que el soporte de DOS a través de la Máquina Virtual de DOS estaba basada en la versión 5.0 de MS-DOS. A diferencia de la mayor parte de otros comandos externos de DOS, no ha sido transformado en un programa Win32 nativo. Su persistencia puede ser probablemente explicada por el hecho de que puede ser ejecutado para realizar automáticamente pequeñas modificaciones en ficheros de texto, enviándole un script de comandos a través de la entrada estándar.
MS-DOS realmente tuvo otro editor visual: GW-BASIC, el intérprete de Microsoft BASIC y entorno de desarrollo. Como era de esperar, el editor EDIT en las versiones de MS-DOS 5.0 hasta 6.22 realmente llamaba a QBasic, que con el tiempo sustituyó GW-BASIC y tuvo una interfaz de usuario más moderna.
Edlin está probablemente diseñado a partir de los editores de líneas QED o ed.

## Uso actual
El uso del Edlin de Microsoft en entornos actuales es algo limitado ya que no soporta nombres de archivo largos. Por ejemplo, el intento de editar un archivo existente llamado "nombredeficherolargo.txt" provoca que el Edlin de Microsoft cree un nuevo archivo llamado "nombrede.txt". Esto está relacionado con las limitaciones del sistema operativo MS-DOS anteriores a la versión 7.0 y no por culpa del editor Edlin, los nombres largos de fichero fueron añadidos a MS-DOS y Microsoft Windows mucho después de que Edlin fuese escrito.
Gregory Pietsch ha escrito un clon GPL de Edlin que incluye el soporte de nombres de archivos largos. El clon está disponible para ser descargado como parte del proyecto FreeDOS, y se ejecuta en sistemas operativos como Linux o Unix así como MS-DOS. Los mensajes de salida del clon también pueden ser personalizados para varias lenguas europeas y pueden ser compilados con varios compiladores de C.
Aunque generalmente es poco útil actualmente, edlin a veces se puede usar como un intérprete de scripts, en los entornos donde no hay otros editores. Los scripts deben parecer secuencias de comandos de edlin y se pueden ejecutar con:
```
 edlin 
<
 script

```